# Ciclone Helen
O ciclone Helen (designação do JTWC: 10S, também conhecido como ciclone tropical Helen) foi um ciclone tropical que atingiu o norte da Austrália em 4 de Janeiro. Helen foi o sétimo ciclone tropical e o terceiro sistema nomeado da temporada de ciclones na região da Austrália de 2007-08. Por atingir uma área praticamente despovoada, Helen não causou muitos danos.

## História meteorológica

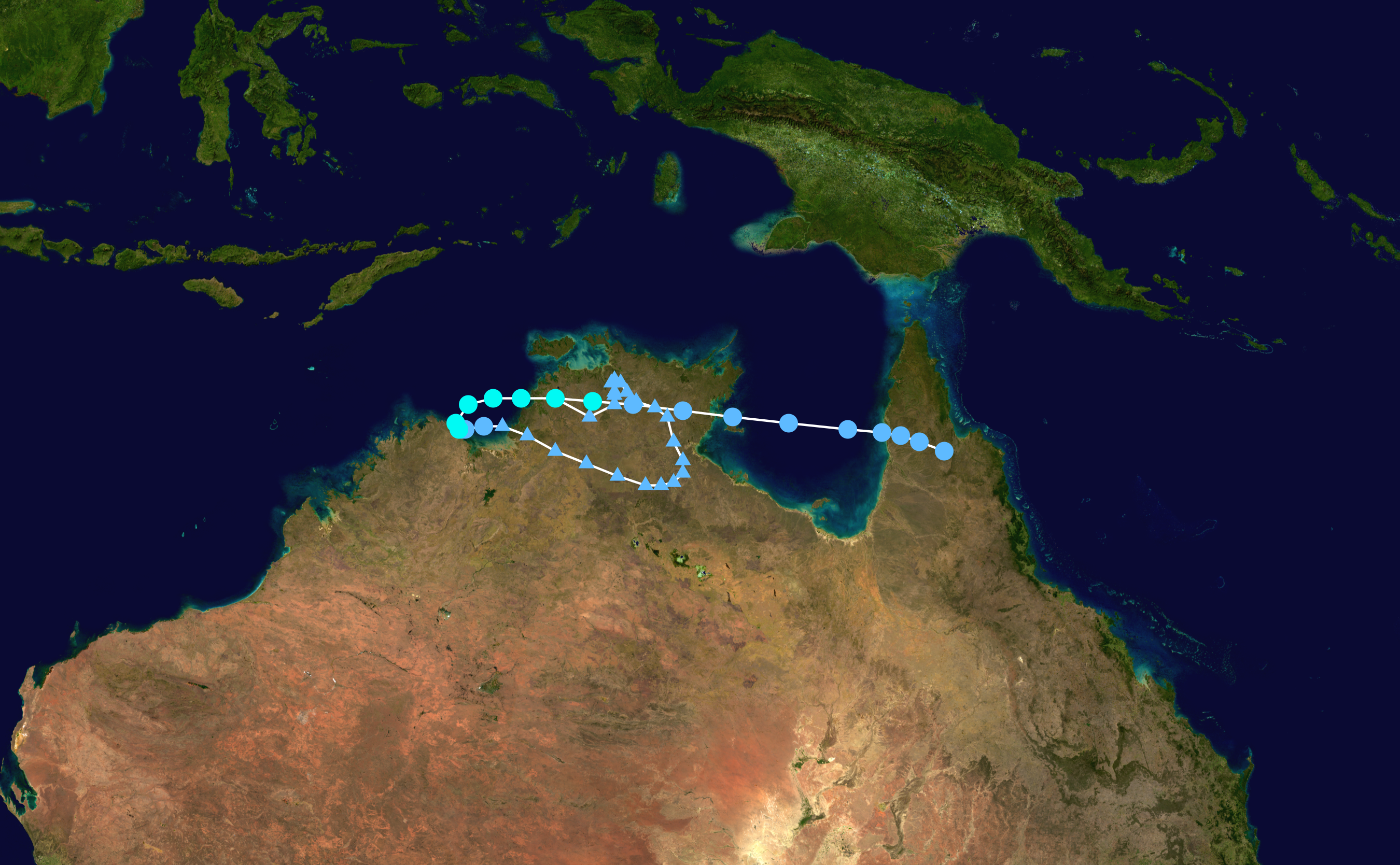
O caminho de Helen

Uma área de distúrbios meteorológicos no Mar de Timor em ficou mais bem organizado e o sistema passou a ser monitorado como uma perturbação tropical em 25 de Dezembro. Este sistema estava muito próximo de terras emersas e, em conjunção com condições desfavoráveis de altos níveis, dissipou no dia seguinte. Porém, algumas áreas de convecção persistiram e o sistema se regenerou em 29 de Dezembro. Porém, o centro da grande circulação ciclônica que o sistema apresentava estava sobre terra, impedindo seu fortalecimento. Mesmo estando sobre terra, o sistema se fortaleceu ligeiramente em 30 de Dezembro. Porém, as condições atmosféricas de altos níveis eram desfavoráveis; com isso, o sistema novamente se enfraqueceu. Apenas em 3 de Janeiro, o sistema começou a apresentar sinais de fortalecimento, com a melhora das condições atmosféricas de altos níveis. Mesmo estando sobre terra, o Centro de Aviso de Ciclone Tropical (CACT) de Darwin, Austrália, classificou o sistema como uma área de baixa pressão tropical, classificação equivalente a uma depressão tropical. Depois, ainda no mesmo dia, o Joint Typhoon Warning Center (JTWC) emitiu um alerta de formação de ciclone tropical (AFCT) sobre o sistema. No final daquele dia, o JTWC classificou o sistema como o ciclone tropical "10S". O ciclone então começou a se deslocar para oeste, emergindo no Mar de Timor. A partir deste acontecimento, o sistema começou a se intensificar e no começo da madrugada de 4 de Janeiro, o CACT de Darwin classificou a área de baixa pressão tropical como um ciclone de categoria 1 (escala australiana) e lhe deu o nome de "Helen". A tendência de fortalecimento continuou durante a manhã e por volta do meio-dia UTC, Helen alcançou o seu pico de intensidade, com ventos constantes de 95 km/h em 10 minutos sustentados ou de 100 km/h em 1 minuto sustentado. Entretanto, o fortalecimento de uma crista sobre o Mar de Arafura fez que Helen retrocedesse para leste. Helen começou a mover-se sobre o norte da Austrália e perder sua força. Era esperado que Helen emergisse no Golfo de Carpentária e voltasse a se fortalecer. Porém, quando isto aconteceu, a previsão não se confirmou; seu raio de vento máximo expandiu-se significativamente ao mesmo tempo em que os ventos fortes diminuíram de intensidade. Assim que o centro do sistema atingiu a Península do Cabo York, Austrália, o CACT de Darwin e o JTWC emitiram seus últimos avisos sobre Helen.

## Preparativos e impactos
Assim que o CACT de Darwin classificou o sistema como uma área de baixa pressão, avisos e alertas de ciclone foi emitido pela agência meteorológica para o Território do Norte e para Austrália Ocidental. Com o progresso da tempestade, os alertas e avisos de ciclone foram remanejados para outras áreas do Território do Norte e também para Queensland. Assim que o sistema se enfraqueceu para uma área de baixa pressão remanescente, todos os avisos e alertas foram cancelados. O governo australiano ativou as equipes de resposta a emergências para o norte do país. A atividade de mineração de urânio foi completamente paralisada em Território do Norte e na região de Pilbara, Austrália Ocidental, devido à ameaça de Helen. Nas mesmas áreas, a produção de ferro teve que diminuir pela mesma razão. Em geral, os danos foram mínimos e não houve nenhuma fatalidade.